# 伯尔 (石勒苏益格-荷尔斯泰因州)
伯尔（德語：Böel）是德国石勒苏益格－荷尔斯泰因州的一个市镇。总面积13.66平方公里，总人口733人，其中男性373人，女性360人（2011年12月31日），人口密度54人/平方公里。